# Avenida Manuel Vivanco
La avenida Manuel Vivanco es una de las principales avenidas del distrito de Pueblo Libre, en la ciudad de Lima, capital del Perú. Se extiende de este a oeste, a lo largo de 10 cuadras. Su trazo es continuado al oeste por la calle Santa Inés.

## Recorrido
Se inicia en la avenida Brasil, siguiendo el trazo de la avenida San Felipe, en el distrito de Jesús María.